# 克里尼奇基 (索洛涅區)
47°59′4″N 34°33′29″E / 47.98444°N 34.55806°E
克里尼奇基（烏克蘭語：Кринички）是烏克蘭中部的村莊，隸屬第聶伯羅彼得羅夫斯克州的第聶伯羅區。該村距離新安德里伊夫卡1.5公里，海拔高度113米，2001年人口241。